# برايان كوك
برايان كوك (بالإنجليزية: Brian Cook)‏ هو موسيقي أمريكي، ولد في 16 يوليو 1977.

## وصلات خارجية
- برايان كوك على موقع ميوزك برينز (الإنجليزية)
- برايان كوك على موقع ديسكوغز (الإنجليزية)